# YOLO (película)
YOLO (en chino tradicional, 热辣滚烫) es una película china de comedia dramática de 2024 dirigida por Jia Ling y protagonizada por Jia y Lei Jiayin. Una adaptación cómica de la película japonesa de 2014 100 Yen Love, cuenta la historia de Du Leying, quien se ha quedado en casa durante muchos años y, después de conocer al entrenador de boxeo Hao Kun, superó los desafíos que siguieron y comenzó una nueva vida.
Yolo recaudó 479,5 millones de dólares en todo el mundo, lo que la convierte en la décima película más taquillera de 2024 y la película china más taquillera en 2024.

## Trama
Después de graduarse de la universidad y trabajar durante un tiempo, Leying (Jia Ling) optó por retirarse de la sociedad y cerrar su círculo social, creyendo que esta era la mejor manera de "reconciliarse" consigo misma. Durante diez años, Leying vivió con sus padres, siguió un estilo de vida poco saludable y rara vez realizó alguna actividad. Como resultado, Leying se volvió obesa y se alejó de su familia y amigos.
Un día, su prima Doudou (Yang Zi), una pasante en una estación de televisión que busca candidatos para un programa de búsqueda de empleo, se acerca a Leying y cree que Leying podría ser una buena opción. Al ser entrevistada junto con su madre, Leying se pelea con su hermana Ledan (Zhang Xiaofei), quien critica a Leying por ser vaga y demasiado dependiente de sus padres. Leying abandona la entrevista y llama a su novio Shan (Qiao Shan) y a su mejor amiga Lili (Li Xueqin) para almorzar, pero descubre que la han estado engañando y se casarán pronto. Leying rompe con Shan.
Al día siguiente, Leying se pelea de nuevo con Ledan durante una discusión para transferir una propiedad que Leying heredó de su difunta abuela al nombre de Ledan para que la hija de Ledan pueda estudiar en una escuela pública. Las dos hermanas terminan peleando y Leying decide mudarse. Con el apoyo de su madre, Leying alquila un apartamento y encuentra trabajo como camarera en un restaurante local. Se topa con Hao Kun (Lei Jiaying), un entrenador de boxeo de un gimnasio cercano. Hao Kun, presionado por el propietario del gimnasio, Liang (Sha Yi), para encontrar nuevos clientes, invita a Leying a un evento de ventas celebrado en un parque. Leying malinterpreta la invitación porque Hao Kun está interesado en ella y acepta. En el evento, Hao Kun le dice a Leying que eligió convertirse en entrenador de boxeo solo para encontrar un lugar para entrenar y expresa su amor por el boxeo. Desarrollando un sentimiento por Hao Kun, Leying acepta convertirse en el primer estudiante de boxeo de Hao Kun.
Algún tiempo después, Hao Kun pelea en un combate de boxeo en un gimnasio, cuyo ganador se clasificará para el campeonato de boxeo de la ciudad. Hao Kun pierde el partido ante su compañero entrenador Tianfu (Zhu Tianfu). Después del partido, Hao Kun se queja borracho con Leying de que debería haber ganado el partido, pero Liang declaró a Tianfu ganador debido a su capacidad para atraer nuevos miembros al gimnasio. Leying lleva a Hao Kun borracho a su apartamento y los dos tienen relaciones sexuales. Al día siguiente, Hao Kun se muda con Leying y planea dejar su trabajo y continuar su formación en otro lugar. Con la esperanza de que Hao Kun pueda participar en el campeonato de boxeo de la ciudad, Leying le paga a Tianfu para que se retire, lo que le permite a Hao Kun competir. Hao Kun entrena en el gimnasio en preparación para el campeonato de la ciudad mientras Leying actúa como su asistente, se ocupa de la vida diaria de Hao Kun e incluso realiza algunas de sus tareas de ventas. Sin embargo, justo antes del partido, Hao Kun acepta un soborno del padre de su oponente para perder y dice que se retirará después del partido. Leying intenta convencer a Hao Kun de que no abandone el boxeo, pero Hao Kun regaña ferozmente a Leying por no ser realista y niega que él y Leying estén en una relación, lo que hace que Leying se vaya desanimado. Un perturbado Hao Kun es noqueado por su oponente en el primer asalto.
Leying regresa al restaurante en el que trabaja pero su jefe la acosa sexualmente. Leying lo golpea en defensa propia y ambos son llevados a la comisaría, donde Doudou recoge a Leying. Leying acepta asistir al programa de búsqueda de empleo, con la esperanza de que esto ayude a Doudou a aprobar su libertad condicional. Durante el rodaje, el equipo de producción reproduce una versión editada de la entrevista de Leying, en la que Leying aparentemente insulta a su madre. Como resultado, Leying es reprendida por el público mientras se desmaya en el escenario. Desesperada, Leying encuentra un anuncio de un gimnasio al regresar a su apartamento. Motivado por el eslogan "¿Alguna vez has ganado una vez?", Leying decide dedicarse seriamente al boxeo y se inscribe para entrenar con un entrenador diferente.
Después de un año de entrenamiento intensivo de fitness y boxeo, Leying perdió 50 kg de peso y obtuvo un permiso de boxeo atlético. Impresionada por el progreso de Leying, Liang le permite ser suplente en un próximo partido. El padre de Leying también le pide ayuda en el supermercado y señala que el boxeo la ha cambiado tanto física como mentalmente. Mientras está en el supermercado, Leying se topa nuevamente con Hao Kun, quien deja de boxear y se convierte en trabajador de la construcción. Leying invitó a Hao Kun a su partido de debut.
En el combate, Leying se enfrenta a Liu Hongxia (Zhang Guilin), boxeador profesional y ex campeón. Liang advierte a Leying sobre la diferencia en niveles de habilidad y experiencia entre ella y Liu, pero Leying le dice a Liang que no tire la toalla pase lo que pase. Leying lucha bien al principio, pero pronto se ve superado por la velocidad y el poder de Liu. Ella se ve obligada a ponerse a la defensiva y es derribada repetidamente. Al final de la segunda ronda, Leying está gravemente herida y apenas puede mantenerse en pie por sí misma, pero todavía se niega a rendirse. Conmovida por la determinación de Leying, Liang sugiere que Leying sea ofensiva con sus golpes de izquierda. En el tercer y último asalto, Leying permanece a la defensiva la mayor parte del tiempo, pero logra asestar un fuerte golpe de izquierda en la cabeza de Liu en medio de los ataques de Liu. Sin embargo, Liu sobrevive al golpe e inmediatamente lanza un contraataque, derribando a Leying una vez más. Casi inconsciente, Leying recuerda las veces que se mostró sumisa antes de entrenar para el boxeo: que aceptó transferir la propiedad heredada a Ledan después de su pelea; que se convirtió en la dama de honor de Lili a petición de Lili para que Lili no pareciera ser la tercera parte; que mintió acerca de haber tenido experiencia sexual antes de tener relaciones sexuales con Hao Kun para que se sintiera cómodo; que fingió desmayarse mientras filmaba el programa de búsqueda de empleo bajo las instrucciones de Doudou, solo para descubrir que Doudou la estaba arrojando bajo una luz negativa para el drama. También recordó que intentó suicidarse después de regresar a casa del espectáculo saltando desde su departamento, pero terminó ilesa. Reafirmada su determinación de “ganar al menos una vez”, Leying vuelve a levantarse, justo cuando se acaba el tiempo para la ronda final.
Leying perdió la pelea por decisión, pero su voluntad y coraje le han valido el aplauso de los espectadores y el respeto de su familia, incluida su hermana Ledan. Liang le dice a Leying que esta es la mejor pelea que jamás haya visto. Al salir de la arena, Hao Kun se acerca a Leying, quien lo invita a una cita y desea reanudar su relación. Leying lo rechaza, diciendo que lo considerará cuando esté "de buen humor". Leying corre a casa después de hacer su primera publicación en las redes sociales, diciendo que finalmente ganó una vez en su vida.

## Elenco
- Jia Ling como Du Leying
- Lei Jiayin como Hao Kun
- Zhang Xiaofei como Du Ledan
- Zhao Haiyan como mamá
- Zhang Qi como papá
- Xu Jun Cong como gerente de un restaurante de barbacoa
- Bu Yu como He Kun
- Zhu Tianfu como él mismo
- Liu Honglu como jinete

## Producción

### Rodaje
La película comenzó a filmarse en Guangzhou a finales de septiembre de 2022 y finalizó en noviembre de 2023. Además de filmarse en Panyu, Yuexiu, Nansha y otros lugares de Guangzhou, también se rodó en la cercana zona del delta del río Perla, como el parque Zhongshan en Foshan y el parque nacional de la montaña Xiqiao.
Según Jia Ling, la película tardó más de un año en filmarse porque se filmó cinco veces. Además, perdió más de 50 kilos (110 lb) ponerse en forma para llegar a ser "como un boxeador". 

## Banda sonora
El 18 de febrero de 2024, se lanzó una de las bandas sonoras, "Everything Comes in Time" (一切都来得及), junto con su vídeo musical. En el vídeo musical, se muestra a Jia Ling realizando un dueto consigo misma: antes y después de perder peso.

## Lanzamiento
La película se estrenó durante las vacaciones del Año Nuevo Lunar en China, recaudó 1.600 millones de yuanes en taquilla en sus primeros cuatro días de proyección, y superó la marca de 2.100 millones el 15 de febrero, convirtiéndose en la película más exitosa. en la temporada del Festival de Primavera de 2024. Al 23 de marzo de 2024, la taquilla acumulada fue de 3.456 millones.
El 9 de febrero de 2024 se informó que Sony Pictures había adquirido los derechos de distribución internacional de la película. Luego, la película se estrenó en Singapur y Malasia el 21 de marzo de 2024.
"Espero utilizar mi sinceridad y empatía para impresionar a la audiencia y contar la historia de mi ciudad natal y de China a todos". Dijo Jia Ling en la proyección especial norteamericana.

## Recepción
El dramaturgo de Hollywood Noel Donfeld dijo que esta comedia es emocionante y encarna cualidades que pueden trascender las barreras del idioma e impresionar a audiencias de diferentes culturas.